# Orde van Aviz

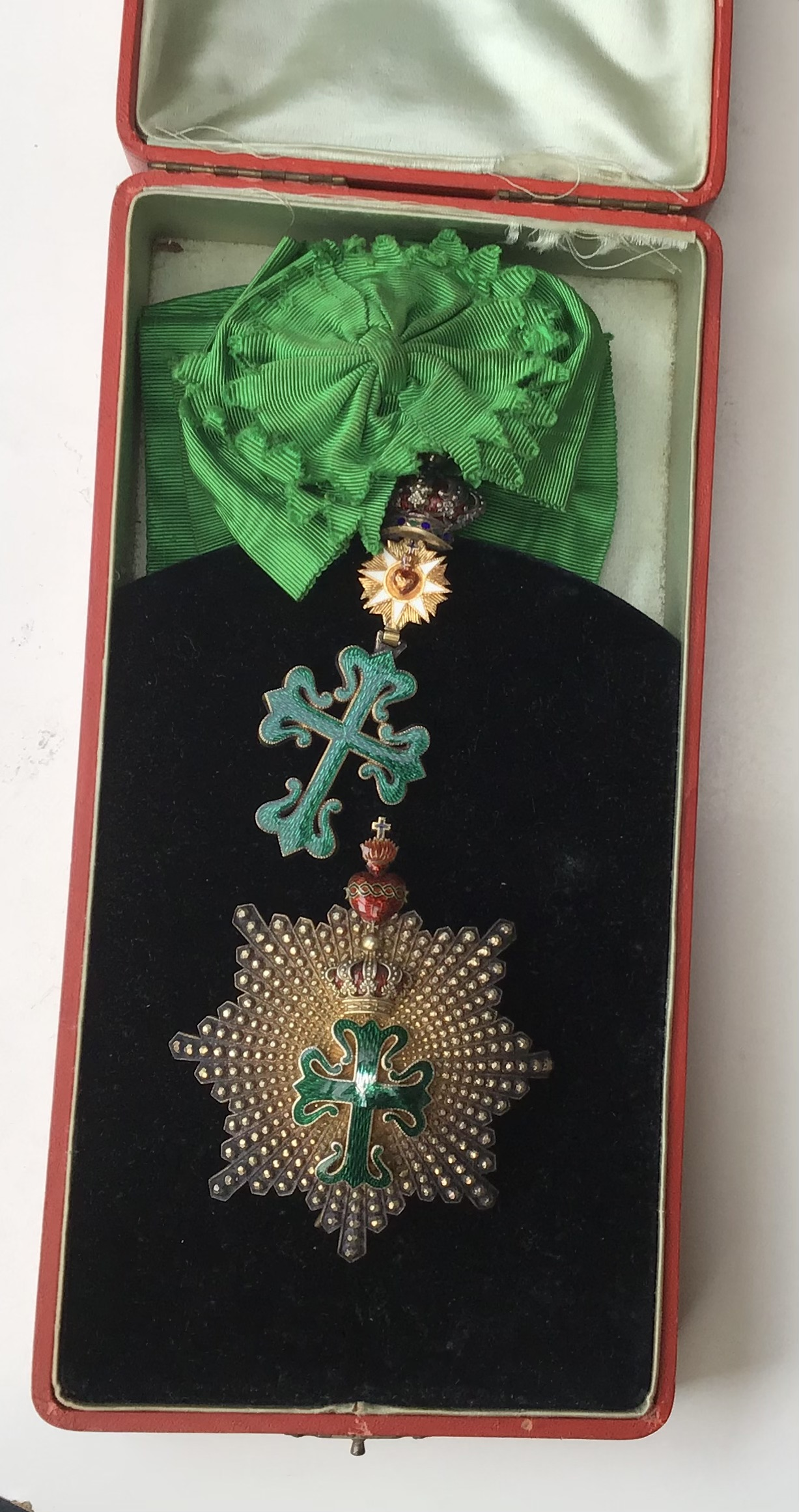
Gedragen door G. Kruys

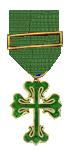
Het kleinood van een Ridder in de Orde.

De Orde van Aviz, voluit : "Militaire Orde van Aviz" (Portugees: "Ordem Militar de Aviz") werd in 1144 door Portugese edelen gesticht als een "Nieuwe Militie" onder de slagzin " sla de moren dood".
De Orde kreeg in 1162 het door haar veroverde kasteel van Masra geschonken door koning Alfons I van Portugal en noemde zich na 1166 naar de veroverde stad Evora.
In 1187 schonk koning Sancho I van Portugal de Orde de stad Aviz en nam de Orde de huidige naam aan. 
De Orde bestond uit Benedictijner monniken die het kloosterleven en het slagveld combineerden. Zij droegen bij aan de "Reconquista": het verjagen van de Moren uit het Iberisch Schiereiland. Na de val van Granada in 1492 was deze taak volbracht.
De Orde ging "rentenieren" van haar 18 dorpen en 46 commanderijen die (belastingvrij) 80 000 dukaten per jaar opbrachten.
In de vroege 16e eeuw brachten de Spaanse en Portugese koningen de Militaire Orden onder hun controle en werden, met instemming van de Paus, zèlf Grootmeester en beheerder van de schatten van deze Orden.
In 1789 seculariseerde Koningin Maria I de Orde en werd de Orde een Militaire en Burgerlijke Orde van Verdienste met drie klassen. 
De Orde werd ook aan vreemdelingen verleend en het aantal benoemingen was in de statuten van de Orde vastgelegd. 
De Koning was Grootmeester van de "Militaire Orde van Sint Bento van Aviz" en verder waren er:
- een grootcommandeur (de Portugese Kroonprins)
- zes Grootkruisen
- negenenveertig commandeurs
- een onbeperkt aantal Ridders

In 1918 werden ook officieren en commandeurs ingesteld.
Het lint van de Orde was en is blauw en de Ridders droegen daarop een smalle gouden gesp.
Bijzonder aan de Portugese Orden was en is dat alle rangen op feestdagen een kleine keten van de Orde dragen.De keten van de Ridders is van zilver, de andere rangen dragen een gouden keten.
De onderscheiding werd sinds 1789 vaak met een "Heilig Hart" verleend. Boven het kruis of boven het medaillon van de ster werd dan een donkerrood hart aangebracht.

## De Portugese Orde in deze tijd
Na de val van de Monarchie in 1910 werd de Orde van Aviz een Orde van de Portugese Republiek. De Orde wordt nu  verleend aan verdienstelijke officieren van de Portugese Marine.
De Portugese President is de Grootmeester van de Orde en de huidige statuten dateren van de 24e november 1963.
De Orde kent zes graden:
- Grootkruis

De Grootkruisen dragen een kruis van de Orde aan een groen grootlint over de rechterschouder en de gouden ster van de Orde. 
- Grootofficier

De Grootofficieren dragen een gouden ster van de Orde en een kruis van de Orde om de hals.
- Commandeur

De Commandeurs dragen een zilveren ster van de Orde en een kruis van de Orde om de hals.
- Officier

De Officieren dragen een klein kruis van de Orde aan een lint met een klein rozetje.
- Ridder

De Ridders dragen en klein kruis van de Orde aan een lint.
Het kleinood van de orde is een ???.
Het lint van de Orde van Aviz is groen en de Ridders en Officieren dragen daarop een smalle gouden gesp.
Bijzonder aan de Portugese Orden is dat alle rangen een kleine keten van de Orde dragen.
De drie Militaire Orden (Orde van de Toren en het Zwaard, Orde van Aviz en Orde van Sint Jacob van het Zwaard  ) worden , net als in Spanje door een Raad, in Portugal de " Conselho das Antigas Ordens Militares " geheten, bestuurd.

## De Orde van Aviz in Brazilië
Ten tijde van de napoleontische oorlogen vluchtte het Portugese hof naar Brazilië, In Brazilië werd de Orde van Aviz in 1843 door Keizer Pedro I tot een Braziliaanse militaire Orde verklaard. Zie: Orde van Aviz (Brazilië).

## Leden

### Grootkruis
- 1896/09/01 Gerhardus Kruys vice admiraal, Minister van Marine
- 1928/09/28 Prins Olaf van Noorwegen
- 1979/08/14 Filip, Hertog van Edinburgh
- 1980/11/05 Prins Harald van Noorwegen
- 1985/12/11 Prins Albert, Prins van Luik
- 1993/04/27 Kroonprins Charles
- 1997/09/18 Prins Filip, Hertog van Brabant
- Boudewijn van België
- Filip van België

### Grootofficier
- 1982/12/10 Eric de Neve de Roden